# Albert H. Rausch
Albert Heinrich Rausch (* 5. Mai 1882 in Friedberg (Hessen); † 11. Oktober 1949 in Magreglio am Comer See, Italien), Pseudonym Henry Benrath, war ein deutscher Schriftsteller.

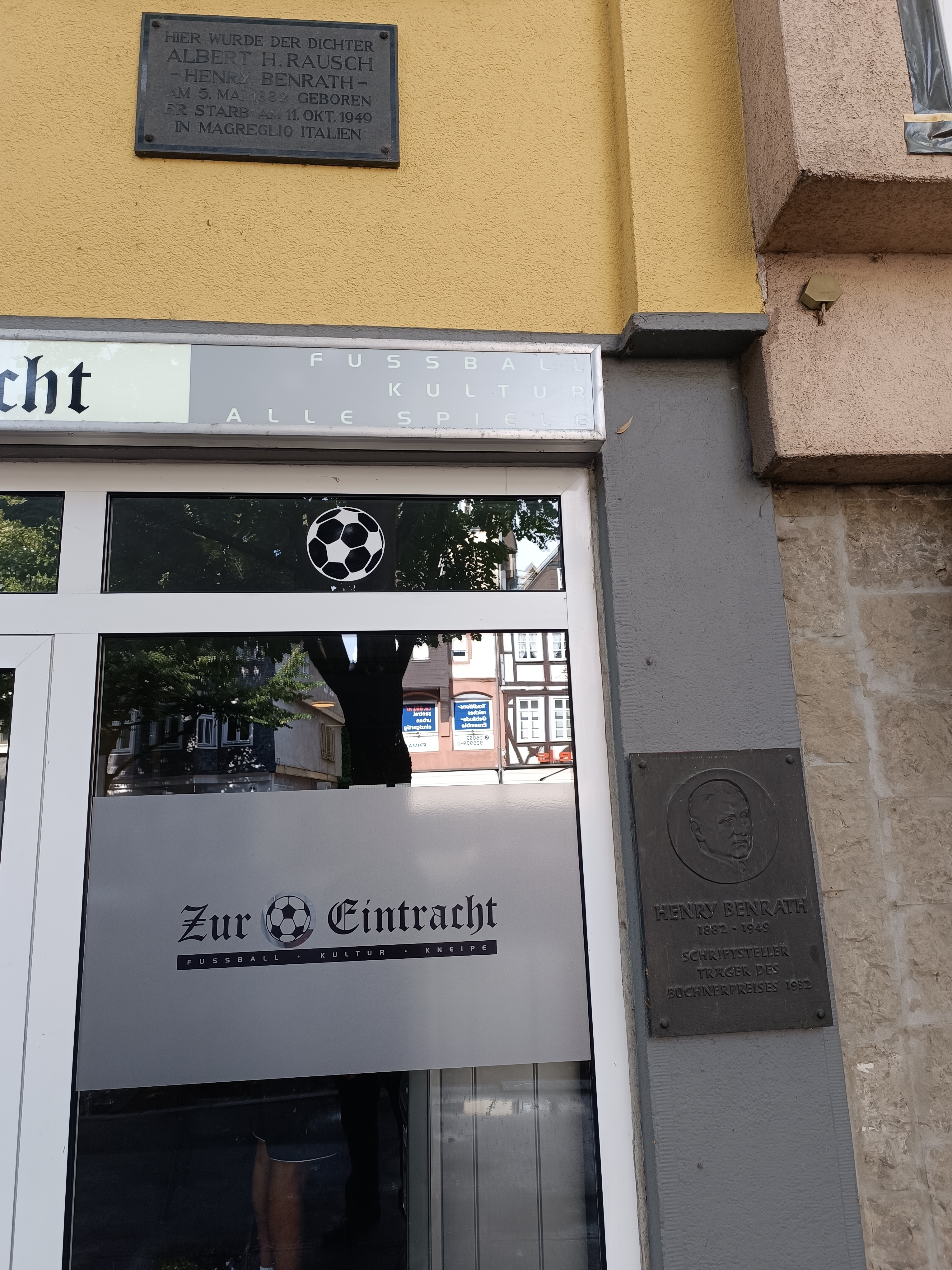
Gedenktafeln für Albert H. Rausch (Henry Benrath) an dessen Geburtshaus in der Kaiserstraße 41

## Leben
Rausch wurde in der Friedberger Kaiserstraße 41 geboren. In seiner hessischen Heimatstadt besuchte er die Augustinerschule (humanistisches Gymnasium).
1900 begann er in Gießen das Studium der Germanistik, Romanistik und Geschichte, 1904 studierte er an der Sorbonne, Paris. 1906 traf er nach Tiefschlägen durch den Tod seiner Jugendfreunde auf Stefan George, was seine schriftstellerische Entwicklung wesentlich prägte.
Seinen Leitspruch „Ne Se Rend“ (frz. „Sich nicht ergeben“) fand er 1907; Luigi Morini entwarf ihm sein persönliches Signet: Lilien, Krone und Schwert.
Die Kriegszeit verbrachte Rausch im Ausland; zuletzt ließ er sich in Magreglio nieder, wo er durch seine Intervention die Bevölkerung zweier Dörfer vor der Vernichtung durch die Nazis bewahrte und wo er bis zu seinem Tod am 11. Oktober 1949 blieb.

## Wirken
Ins Jahr 1907 fallen Rauschs erste Veröffentlichungen, vor allem Lyrikbände mit klassisch schönen Gedichten, die mit Stefan Georges Werk vergleichbar sind. Später folgten anschaulich-traumhafte Reiseschilderungen über Italien, Südliche Reise, sowie Novellen und Erzählungen mit homoerotischem Hintergrund wie Ephebische Trilogie, Jonathan, Patroklos, Märchen unter Palmen und Eros Anadyomenos.
1932 erhielt Rausch den Büchnerpreis. Seit der Veröffentlichung des Romans Ball auf Schloß Kobolnow im selben Jahr schrieb er unter dem Pseudonym Henry Benrath. Unter diesem Namen sind vor allem die Kaiserinnenromane Die Kaiserin Galla Placidia, Die Kaiserin Theophano und Die Kaiserin Konstanze bekannt geworden, die ebenso wie sein Werk Kaiser Otto III. in künstlerischer Überhöhung und in bemerkenswerter stilistischer Originalität und Konzentration die Visionen des frühmittelalterlichen Reichsgedankens nachempfinden.
Postum erschien unter anderem sein Werk Die Geschenke der Liebe, das Rauschs immer stärkere Hinwendung zu einer Verschmelzung europäischer und asiatischer Kultur in der großen Freundschaft zu dem annamitischen Prinzen Nju-Yan Tehol widerspiegelt. Die Freundschaft, Fixpunkt des Dichters, wäre sicher auch in dem nur in Plänen erdachten und nicht mehr erschienenen Werk Yves de Lannion als Krönung des Werkes Thema gewesen.
Zu Ehren Henry Benraths wurde in Friedberg die ehemalige Gesamtschule in Henry-Benrath-Schule umbenannt.

## Werke (Auswahl)

### Als Autor
Autobiographie
- Der Weg. 1943.

Essays
- Die Jugend unserer Zeit. Drei Aufsätze. 1910.
Inhalt: Die Jugend unserer Zeit. – Die Grundlage des weltmännischen Bildungsideals. – Student und Weltmann.
- Die Geister scheiden sich. Kulturpolitischer Aufsatz. In: Die Literatur, Bd. 35 (1932/34), Heft 4, S. 3–13.
- Dorischer Gesang. Drei Aufsätze. 1933.
- Kreuz und Gral. Versuch einer Einführung in ein Buch. In: Basler Nachrichten vom 10. Dezember 1933
Rezension zu Otto Rahns Kreuzzug gegen den Gral. 1933.
- Zum 100. Todestag des Dichters August von Platen. In: Basler Nachrichten vom 1. Dezember 1935.
- Stefan George. In: Die Literatur, Bd. 35 (1935), S. 24–28.
- Welt in Bläue. Aufsätze. 1938.
Inhalt: Tessin. Gefilde. Apulien.
- Carmen Helveticum. An die Schweiz. 1939.
- Die Stimme Delphis. Sappho, Platen, George. Aufsätze. 1939.
- Vorarbeiten zu „Die Kaiserin Theophano“. 1941.
- Traum der Landschaft. Aufsätze. 1952.

Gedichte
- Der Traum der Treue. 1907.
- Frühe Verse aus dem Parke des Eaux-Vives und Strophen aus der Villa des Glycines. 1907.
- Die Urnen der Nelken und Chrysanthemen und die Gesänge für Cyril und Konradin. 1908
- Das Buch für Tristan. Sonette, Oden und Elegien, Tristan-Lieder. 1909.
- Nachklänge, Inschriften, Botschaften. 1910.
- Das Buch der Trauer. 1911.
- Sonette. 1912.
Inhalt: Die toskanischen Sonette. Die hessischen Sonette.
- Kassiopeia. Hymnen, Elegien, Oden. 1919.
- Gesänge an Aldo. 1928.
- Neun Gedichte aus dem noch unveröffentlichten Buch „Stoa“. 1933.
- Dank an Apollon. Gedichte von 1902–1920. 1937.
- Paris. 1938.
Inhalt: Pariser Elegie. Gedichte an Paris.
- Paris. Einzelausgabe der „Gedichte an Paris“. 1941.
- Stoa. Gedichte aus den Jahren 1921–1933. 1941.
- Nirwana. Sprüche. 1942.
- Leukas Petrae. Sprüche. 1942.
- Thanatos. Drei Elegien. 1943.
- Der Gong. Sechs Elegien. 1943.
- Erinnerung an die Erde. Mnemosyne. 20 Elegien. 1953.
- Liebe. Gedichte. 1955.

Novellen und Erzählungen
- Flutungen. 10 Novellen. 1910.
- Jonathan / Patroklos. 1916.
- Die Träume von Siena. 1920.
- Ephebische Trilogie. 1924.
Inhalt: Das Tor. Intermezzo. Die Träume von Siena.
- Patroklos. 1927.
- Jonathan. 1928.
- Paris. 10 Erzählungen. 1938.
- Erinnerung an Frauen. 1940.

Prosa
- In Memoriam. Hymnen auf das Leben des ewigen Freundes Hugo von Stumm. 1912.
- Südliche Reise. 1914.
- Pirol oder Die heimlichen Freuden des Lebens. Satirischer Roman. 1921.
- Bildnis. Gedenkbuch für Paul von Salisch. 1924.
- Tessin. 1925.
- Vorspiel und Fuge. 1925.
- Eros Anadyomenos. 1927.
- Märchen unter Palmen. 1928.
Inhalt: Jussuf und Abdullah. Die Geschichte vom Prinzen Alexius.
- Ball auf Schloß Kobolnow. Roman. 1931.
- Pariser Elegie. In memoriam Andreas Walser. 1933.
- Die Mutter der Weisheit. Roman. 1933.
- Die Kaiserin Konstanze. Biografischer Roman. 1934.
- Die Kaiserin Galla Placidia. Biografischer Roman. 1937.
- Die Kaiserin Theophano. Biografischer Roman. 1940.
- Requiem. In memoriam Andreas Walser. 1941.
- Der Kaiser Otto III. Roman. 1951.
- Die Geschenke der Liebe. Roman. 1952.

Reden und Vorträge
- Die Seele Lothringens. 1918.
- Platen der Europäer. Festrede, gehalten auf der Tagung der Platen-Gesellschaft, Ansbach, 28. August 1926. Berlin 1926.
- Die Kaiserin Theophano. Vortrag. 1939. (i. A. der Gesellschaft zur Förderung des kulturellen Lebens, Zürich)

Sammlungen.
- Vigilien. Missa Solemnis, Traum der Treue, Tristan. Dichtungen, Prosa, Vers. 1911.
- Unendlichkeit. 1949.
Inhalt: Leukas, Petrae. Nirwana.
- Im Schatten von Notre Dame. Gedenkbuch. 1952.
Inhalt: Pariser Elegie. Requiem. Sterbende Freude.
- Geschichten vom Mittelmeer. 1952.
Inhalt: Patroklos. Jonathan. Märchen unter Palmen.
- Prisma. Gesammelte Aussprüche. 1943.

### Als Herausgeber
- Die Gedichte des Grafen August von Platen. Verlag Schirmer & Mahlau, Frankfurt/M. 1910 (mit einer Vorrede „Die geistige Haltung Platens“)
- Rosen. Andenken an die Rosenausstellung Schultheis. 1927.
- Die Welt der Rose. 1928. (i. A. des Rosenzüchters Schultheis)
- Das Land um Friedberg und Bad Nauheim. Aufsätze und Gedichte. 1930.